# 51. ceremonia wręczenia nagród David di Donatello
51. ceremonia wręczenia włoskich nagród filmowych David di Donatello odbyła się 21 kwietnia 2006 roku w Rzymie.
Nominacje zostały ogłoszone 4 kwietnia 2006.
Ceremonia była prowadzona przez Weronikę Pivetti, a transmitowana przez stację telewizyjną RaiSat CinemaWorld.

## Laureaci i nominowani
Laureaci nagród wyróżnieni są wytłuszczeniem.

### Najlepszy film
- Kajman (tytuł oryg. Il caimano, reż. Nanni Moretti)
- Il mio miglior nemico, reż. Carlo Verdone)
- Noc przed egzaminami (tytuł oryg. Notte prima degli esami, reż. Fausto Brizzi)
- Opowieść kryminalna (tytuł oryg. Romanzo criminale, reż. Michele Placido)
- La terra (reż. Sergio Rubini)

### Najlepszy debiutujący reżyser
- Fausto Brizzi – Noc przed egzaminami (tytuł oryg. Notte prima degli esami)
- Vittorio Moroni – Tu devi essere il lupo
- Francesco Munzi – Saimir
- Fausto Paravidino – Texas
- Stefano Pasetto – Tartarughe sul dorso

### Najlepszy reżyser
- Nanni Moretti – Kajman (tytuł oryg. Il caimano)
- Antonio Capuano – La Guerra di Mario (tytuł oryg. La guerra di Mario)
- Michele Placido – Opowieść kryminalna (tytuł oryg. Romanzo criminale)
- Sergio Rubini – La terra
- Carlo Verdone – Il mio miglior nemico

### Najlepszy scenariusz
- Stefano Rulli, Sandro Petraglia, Giancarlo De Cataldo z udziałem Michele Placido – Opowieść kryminalna (tytuł oryg. Romanzo criminale)
- Nanni Moretti, Francesco Piccolo, Federica Pontremoli – Kajman (tytuł oryg. Il caimano)
- Silvio Muccino, Carlo Verdone – Il mio miglior nemico
- Fausto Brizzi, Massimiliano Bruno, Marco Martani – Noc przed egzaminami (tytuł oryg. Notte prima degli esami)
- Angelo Pasquini, Carla Cavalluzzi, Sergio Rubini – La terra

### Najlepszy producent
- Angelo Barbagallo, Nanni Moretti dla Sacher Film – Kajman (tytuł oryg. Il caimano)
- Domenico Procacci, Nicola Giuliano, Francesca Cima – La guerra di Mario
- Aurelio De Laurentiis – Il mio miglior nemico
- Fulvio e Federica Lucisano – IIF, Gianandrea Pecorelli – Aurora Film i TV per RAICINEMA – Noc przed egzaminami (tytuł oryg. Notte prima degli esami)
- Riccardo Tozzi, Giovanni Stabilini, Marco Chimenz – Opowieść kryminalna (tytuł oryg. Romanzo criminale)

### Najlepsza aktorka
- Valeria Golino – La guerra di Mario
- Margherita Buy – Kajman (tytuł oryg. Il caimano)
- Cristiana Capotondi – Noc przed egzaminami (tytuł oryg. Notte prima degli esami)
- Giovanna Mezzogiorno – Bestia w sercu (tytuł oryg. La bestia nel cuore)
- Ana Caterina Morariu – Il mio miglior nemico

### Najlepszy aktor
- Silvio Orlando – Kajman (tytuł oryg. Il caimano)
- Antonio Albanese – Druga noc poślubna (tytuł oryg. La seconda notte di nozze)
- Fabrizio Bentivoglio – La terra
- Kim Rossi Stuart – Opowieść kryminalna (tytuł oryg. Romanzo criminale)
- Carlo Verdone – Il mio miglior nemico

### Najlepsza aktorka drugoplanowa
- Angela Finocchiaro – Bestia w sercu (tytuł oryg. La bestia nel cuore)
- Isabella Ferrari – Żegnaj, miłości (tytuł oryg. Arrivederci amore, ciao)
- Marisa Merlini – Druga noc poślubna (tytuł oryg. La seconda notte di nozze)
- Stefania Rocca – Bestia w sercu (tytuł oryg. La bestia nel cuore)
- Jasmine Trinca – Kajman (tytuł oryg. Il caimano)

### Najlepszy aktor drugoplanowy
- Pierfrancesco Favino – Opowieść kryminalna (tytuł oryg. Romanzo criminale)
- Giorgio Faletti – Noc przed egzaminami (tytuł oryg. Notte prima degli esami)
- Neri Marcorè – Druga noc poślubna (tytuł oryg. La seconda notte di nozze)
- Nanni Moretti – Kajman (tytuł oryg. Il caimano)
- Sergio Rubini – La terra

### Najlepsze zdjęcia
- Luca Bigazzi – Opowieść kryminalna (tytuł oryg. Romanzo criminale)
- Arnaldo Catinari – Kajman (tytuł oryg. Il caimano)
- Fabio Cianchetti – La terra
- Danilo Desideri – Il mio miglior nemico
- Marcello Montarsi – Noc przed egzaminami (tytuł oryg. Notte prima degli esami)

### Najlepsza muzyka
- Franco Piersanti – Kajman (tytuł oryg. Il caimano)
- Goran Bregović – Czas porzucenia (tytuł oryg. I giorni dell'abbandono)
- Paolo Buonvino – Opowieść kryminalna (tytuł oryg. Romanzo criminale)
- Negramaro (Fabio Barovero, Simone Fabroni, Roy Paci, Louis Siciliano) – Gorączka złota (tytuł oryg. La febbre)
- Bruno Zambrini – Noc przed egzaminami (tytuł oryg. Notte prima degli esami)

### Najlepsza piosenka
- ''Insieme a te non ci sto più'' autorstwa Caterina Caselli z filmu Żegnaj, miłości (tytuł oryg. Arrivederci amore, ciao)
- Forever Blues autorstwa Lino Patruno z filmu Forever Blues
- I giorni dell'abbandono autorstwa Gorana Bregovicia z filmu Czas porzucenia (tytuł oryg. I giorni dell'abbandono)
- Solo per te autorstwa Giuliano Sangiorgi z filmu Gorączka złota (tytuł oryg. La febbre)
- You Can Never Hold Back Spring autorstwa Toma Waitsa i Kathleen Brennan z filmu Tygrys i śnieg (tytuł oryg. La tigre e la neve)

### Najlepsza scenografia
- Paola Comencini – Opowieść kryminalna (tytuł oryg. Romanzo criminale)
- Giancarlo Basili – Kajman (tytuł oryg. Il caimano)
- Andrea Crisanti – Żegnaj, miłości (tytuł oryg. Arrivederci amore, ciao)
- Carlo De Marino – Fuoco su di me
- Maurizio Marchitelli – Il mio miglior nemico

### Najlepsze kostiumy
- Nicoletta Taranta – Opowieść kryminalna (tytuł oryg. Romanzo criminale)
- Francesco Crivellini – Druga noc poślubna (tytuł oryg. La seconda notte di nozze)
- Annalisa Giacci – Fuoco su di me
- Tatiana Romanoff – Il mio miglior nemico
- Lina Nerli Taviani – Kajman (tytuł oryg. Il caimano)

### Najlepszy montaż
- Esmeralda Calabria – Opowieść kryminalna (tytuł oryg. Romanzo criminale)
- Osvaldo Bargero – Gorączka złota (tytuł oryg. La febbre)
- Claudio Di Mauro – Il mio miglior nemico
- Luciana Pandolfelli – Noc przed egzaminami (tytuł oryg. Notte prima degli esami)
- Cecilia Zanuso – Bestia w sercu (tytuł oryg. La bestia nel cuore)

### Najlepszy dźwięk
- Alessandro Zanon – Kajman (tytuł oryg. Il caimano)
- Benito Alchimede, Maurizio Grassi – Noc przed egzaminami (tytuł oryg. Notte prima degli esami)
- Gaetano Carito – Il mio miglior nemico
- Mario Iaquone – Opowieść kryminalna (tytuł oryg. Romanzo criminale)
- Bruno Pupparo – Bestia w sercu (tytuł oryg. La bestia nel cuore)

### Najlepsze efekty specjalne
- Proxima – Opowieść kryminalna (tytuł oryg. Romanzo criminale)
- Francesco Sabelli – RSG Effetti speciali – La bestia nel cuore
- E.D.I. (Effetti Digitali Italiani) – Gorączka złota (tytuł oryg. La febbre)
- Guido Pappadà – Fuoco su di me
- Simone Silvestri – Piano 17
- UBIK – Tygrys i śnieg (tytuł oryg. La tigre e la neve)

### Najlepszy film dokumentalny
- Il bravo gatto prende i topi (reż. Francesco Conversano i Nene Grignaffini)
- In un altro paese (reż. Marco Turco)
- L'isola di Calvino (reż. Roberto Giannarelli)
- Piccolo Sole – Vita e morte di Henri Crolla (reż. Nino Bizzarri)
- Primavera in Kurdistan (reż. Stefano Savona)
- Ja tylko chciałem żyć (reż. Mimmo Calopresti)

### Najlepszy film krótkometrażowy
- Un inguaribile amore (reż. Giovanni Covini)
- Codice a sbarre (reż. Ivano De Matteo)
- Dentro Roma (reż. Francesco Costabile)
- Tanalibera tutti (reż. Vito Palmieri)
- Zakaria (reż. Gianluca e Massimiliano De Serio)

### Najlepszy film Unii Europejskiej
- Wszystko gra (tytuł oryg. Match Point, reż. Woody Allen)
- Dziecko (tytuł oryg. L'Enfant, reż. Jean-Pierre i Luc Dardenne)
- Pani Henderson (tytuł oryg. Mrs. Henderson Presents, reż. Stephen Frears)
- Marsz pingwinów (tytuł oryg. La marche de l'empereur, reż. Luc Jacquet)
- Ukryte (tytuł oryg. Caché, reż. Michael Haneke)

### Najlepszy film spoza Unii Europejskiej
- Miasto gniewu (tytuł oryg. Crash, reż. Paul Haggis
- Historia przemocy (tytuł oryg. A History of Violence, reż. David Cronenberg
- Good Night and Good Luck (tytuł oryg. Good Night, and Good Luck., reż. George Clooney
- Tajemnica Brokeback Mountain (tytuł oryg. Brokeback Mountain, reż. Ang Lee
- Tsotsi (reż. Gavin Hood)

### Nagroda David Giovani
- Opowieść kryminalna – (tytuł oryg. Romanzo criminale)
- Bestia w sercu –  (tytuł oryg. La bestia nel cuore)
- Mai più come prima
- Il Mio miglior nemico
- Noc przed egzaminami – (tytuł oryg. Notte prima degli esami)

### Nagroda David 50-lecia
- Gina Lollobrigida – aktorka
- Piero Tosi – kostiumolog
- Giuseppe Rotunno – operator
- Ennio Morricone – kompozytir
- Dino De Laurentiis – producent
- Francesco Rosi – reżyser
- Suso Cecchi D’Amico – scenarzystka
- Mario Garbuglia – scenograf